# Южнофранкский диалект
Южнофра́нкский диале́кт (нем. Südfränkisch; также — южно-рейнско-франкский диалект, Süd-Rheinfränkisch) — франкский диалект немецкого языка, распространённый на севере земли Баден-Вюртемберг (Карлсруэ, Хайльбронн, Мосбах). Диалект лежит на периферии между южно- и средненемецкими диалектами и испытывает сильное влияние соседних диалектов: с севера — южногессенского, с северо-запада — пфальцского, с востока — восточнофранкского, с юга — швабского, с юга-запада — нижнеалеманнского.

## Характеристика
Среди характерных особенностей южнофранкского диалекта можно выделить: типичное для южнонемецких диалектов «ошибочное» употребление окончаний (Wage вместо Wagen), отсутствие взрывных согласных после m и n (Hemm вместо Hemd, Kinner вместо Kinder), собственные формы артиклей (da Mann вместо der Mann, d’ Fraa вместо die Frau, ’s Kinn вместо das Kind), употребление ei (ai или oi).

## Классификация
Южнофранкский диалект включает:
- Карлсруэрский диалект / Баденский диалект (Karlsruhisch / Badisch)
- Крайхгойский диалект (Kraichgäuisch)
- Унтерландский диалект (Unterländisch)
- Оденвальдский диалект (Odenwäldisch)